# Новосёлковский сельсовет (Дзержинский район)
Новосёлковский сельсовет (бел. Навасёлкаўскі сельсавет) — упразднённая административно-территориальная единица в составе Дзержинского района Минской области Белорусской ССР. Административный центр — деревня Большие Новосёлки.

## История
20 августа 1924 года был образован Макавчицкий сельсовет, с центром в деревне Макавчицы в составе Койдановского района Минского округа. Однако, 23 марта 1932 года сельсовет был упразднён, а его территория передана образованному Новосёлковскому сельсовету, созданному в Койдановском польском национальном районе. 29 июня 1932 года район стал называться Дзержинским. 31 июля 1937 года польский национальный район был упразднён, а сельсовет был передан в состав Минского района Минского округа. С 15 января 1938 года в составе Минской области,  с 4 февраля 1939 года в составе восстановленного Дзержинского района.
По состоянию на 1 января 1947 года в составе сельсовета находились 11 населённых пунктов. 16 июля 1954 года сельсовет был упразднён, а входящие в него населённые пункты были переданы в состав Дзержинского сельсовета.

## Состав сельсовета
| №  | Название          | (бел. )           | Статус  | Население (1926) |
| -- | ----------------- | ----------------- | ------- | ---------------- |
| 1. | Бобровка          | Бобраўка          | деревня | 77               |
| 2. | Большие Новосёлки | Вялікія Навасёлкі | деревня | 544              |
| 3. | Малые Новосёлки   | Малыя Навасёлкі   | деревня | 273              |
| 4. | Петковичи         | Петкавічы         | деревня | 190              |
| 5. | Розовка           | Розаўка           | деревня | 222              |
| 6. | Ферма-Гай         | Ферма-Гай         | деревня | 165              |
| 7. | Шатилы            | Шацілы            | деревня | 167              |
| 8. | Ярошовка          | Ярашоўка          | деревня | 153              |
| 9. | Ясютевичи         | Ясюцевічы         | деревня | 158              |

 административный центр сельсовета